# Riviera Maya

Mapa da Riviera Maya

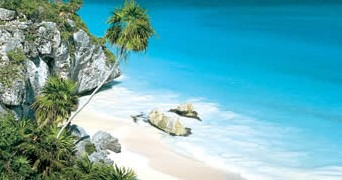
Riviera Maya

Riviera Maya é uma região banhada pelo Mar do Caribe, localizada no estado de Quintana Roo no México. Geograficamente, estende-se ao longo do litoral por 130 km, desde a localidade de Puerto Morelos a norte, até à localidade de Punta Allen no sul.

## Origem
A Riviera Maya como destino turístico foi criada em 1999 com o impulso das autoridades municipais, lideradas pelo presidente de câmara Miguel Ramón Martín Azueta. Desde então, a Riviera Maya converteu-se, juntamente com Cancún, no destino turístico mais importante do México e num dos mais importantes à escala mundial.

## Pontos de interesse

### Puerto Morelos
Puerto Morelos é a localidade mais setentrional da Riviera Maya. Localiza-se 16 km a sul do Aeroporto Internacional de Cancún e 32 km a sul de Cancún. Esta povoação costeira conta com uma variada oferte de hotéis e restaurantes com preços económicos e de baixa densidade.
Em frente à costa de Puerto Morelos encontra-se o Parque Nacional Arrecife de Puerto Morelos, área natural protegida e cujo recife se encontra a curta distâncias das praias. É um local favorável à prática de windsurf, snorkeling e mergulho.
A localidade tem uma tradição pesqueira e as suas instalações portuárias são as maiores de Quintana Roo. Conta ainda com uma marina privada, um jardim botânico, um pequeno jardim zoológico de crocodilos e a zona denominada com ruta de los cenotes (grutas cheias de água).

### Playa del Carmen

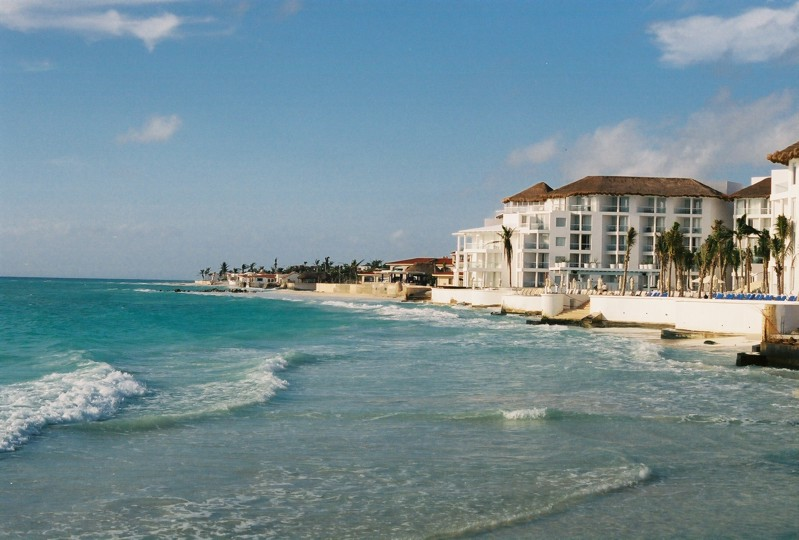
Playa del Carmen

Playa del Carmen é a maior e mais cosmopolita cidade da Riviera Maya. Encontra-se em constante crescimento populacional e oferece ao visitante hotéis de diversas categorias, lojas, restaurantes, bares e discotecas ao longo da sua Quinta Avenida, reservada exclusivamente para peões. Conta ainda com a zona hoteleira denominada Playacar, onde se encontram os hotéis de categoria mais elevada, zonas comerciais, zonas residenciais e campo de golfe.

### Xcaret
Xcaret é um parque eco-arqueológico onde se pode aprender sobre a cultura do México, a flora e fauna da região e realizar diversas actividades como o mergulho, o snorkeling, natação com golfinhos. Xcaret é o precursor da conservação do meio ambiente local e situa-se a 5 minutos de Playa del Carmen. Foi inaugurado em 1995 e é um dos parques mais visitados do estado de Quintana Roo.

### Puerto Aventuras
Puerto Aventuras é um empreendimento turístico e residencial com elevado nível de privacidade e uma atmosfera náutica hospitaleira. Para além de ser a marina mais completa da península do Iucatão, conta também com praias e um campo de golfe de 9 buracos. Possui ainda uma grande variedade de infra-estruturas turísticas.

### Akumal
Akumal é um destino turístico de baixa densidade hoteleira e residencial. A lagoa de Yalkú situa-se a norte da povoação e é uma opção para a prática do snorkeling, tal como o são os recifes perto da praia. A noroeste existem várias cenotes para a prática do mergulho e natação.
4 km a sul da povoação podemos encontrar a gruta de Aktun Chén, que conta com três galerias que apresentam estalactites, estalagmites e um cenote no seu interior.

### Xel-Há
Xel-Há é uma baía cujas condições naturais são semelhantes a um aquário natural. O parque de diversões associado promove a conservação do meio ambiente e é ideal para a prática de snorkeling, sendo possível observar uma grande variedade de fauna marítima.

### Tulum

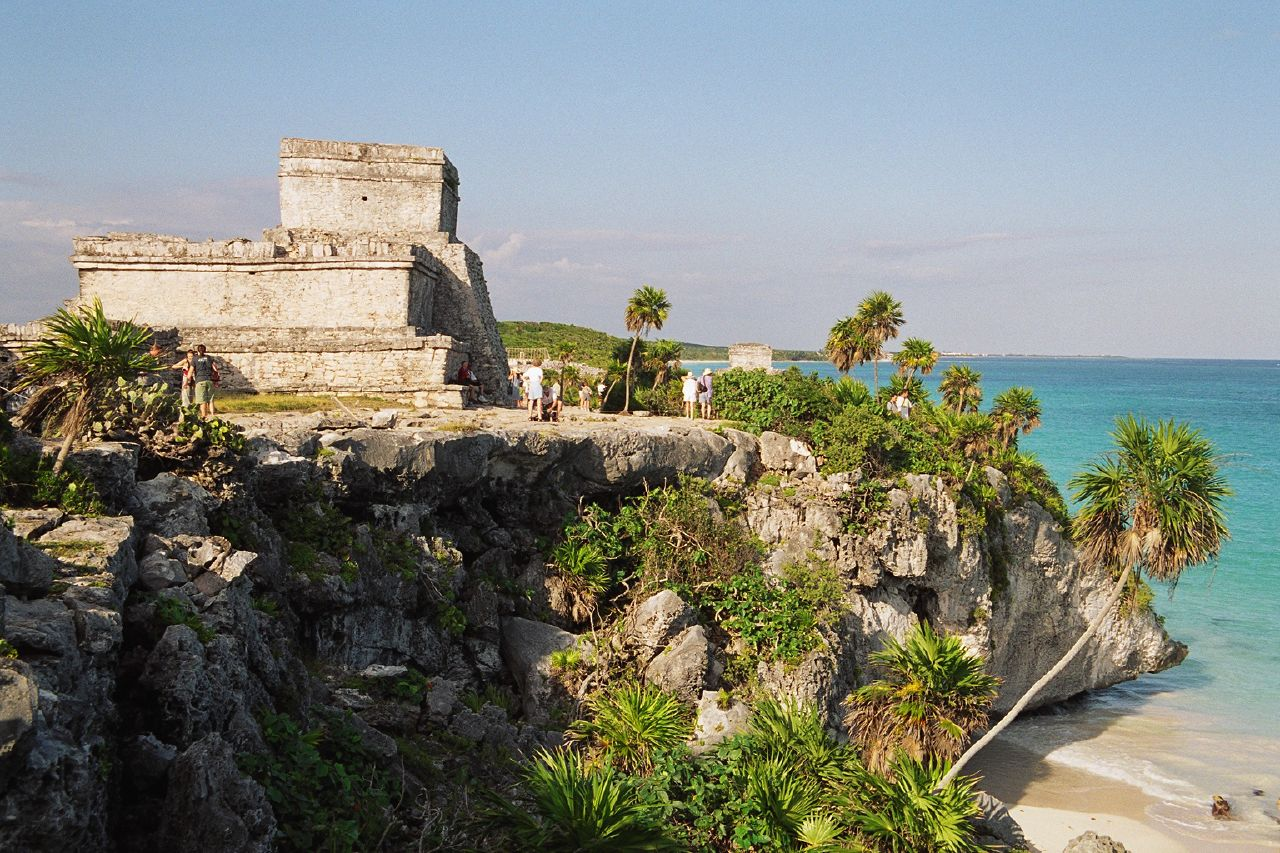
Tulum

Tulum é uma zona arqueológica de beleza imponente, elevando-se sobre as águas em tons de azul-turquesa do mar das Caraíbas. Foi uma antiga cidade maia amuralhada bem como porto comercial. A povoação moderna conta com uma variada oferta a nível hoteleiro.

## Geografia
O relevo ao longo da costa é plano (com excepção da zona arquelógica de Tulum) e coberto com um bosque semi-tropical seco ou mangue baixo. O litoral oferece vários tipos de areia bem como recifes de coral. A rocha que constitui esta região, tem a particularidade de ser permeável o que levou à formação de numerosas redes de grutas e galerias subterrâneas. Em locais onde o nível dos lençóis freáticos é mais alto, as grutas ficam cheias com água para formar cenotes.

## Alojamento
Na Riviera Maya há cerca de 51 hotéis, muitos de 5 estrelas, que oferecem pelo menos 18.000 quartos. A maior parte destes hotéis são complexos com o sistema tudo incluído, que significa que o preço da estadia inclui acesso a todos os serviços do hotel, incluindo comidas e bebidas.